# Myrmica eidmanni
Myrmica eidmanni  (лат.) — вид мелких муравьёв рода Myrmica (подсемейство мирмицины).

## Распространение
Азия: южная Сибирь (на запад до Алтая), Дальний Восток, Монголия, КНДР и северо-восточный Китай.

## Описание
Мелкие рыжевато-коричневые муравьи длиной около 5 мм с длинными шипиками заднегруди.  Усики 12-члениковые (у самцов 13-члениковые). Стебелёк между грудкой и брюшком состоит из двух члеников: петиолюса и постпетиолюса (последний четко отделен от брюшка), жало развито, куколки голые (без кокона). Брюшко гладкое и блестящее. Муравейники располагаются в земле и под камнями. Колонии моногинные или полигинные, в муравейниках от 1 до 5 маток и до 500 рабочих особей. Брачный лёт самок и самцов происходит с августа по сентябрь.

## Систематика
Близок к виду Myrmica jessensis, с которым ранее часто смешивался. Вид был впервые описан в 1930 году итальянским мирмекологом Карло Меноцци (Carlo Menozzi, 1892-1943) по материалам из Верхнеудинска (Улан-Удэ, Бурятия) и назван в честь профессора Германа Эйдманна (Prof. Hermann A. Eidmann, 1897—1949; University of Gottingen).